# Tonga az olimpiai játékokon
Tonga az 1984-es első részvétele óta eddig minden alkalommal szerepelt a nyári olimpiai játékokon. A téli olimpiai játékokon először 2014-ben vett részt.
Tonga lett a legkisebb független ország, amely olimpiai érmet tudott szerezni a nyári játékokon, amikor a szupernehézsúlyú ökölvívó, Paea Wolfgramm ezüstérmet nyert az 1996-os atlantai játékokon a +91 kg-os kategóriában.
A Tongai Sportszövetség és Nemzeti Olimpiai Bizottság 1963-ban alakult meg, a NOB 1984-ben vette fel tagjai közé.

## Érmesek
| Érem  | Név            | Olimpia       | Sport     | Versenyszám                    |
| ----- | -------------- | ------------- | --------- | ------------------------------ |
| Ezüst | Paea Wolfgramm | 1996. Atlanta | Ökölvívás | Férfi szupernehézsúly, 91 kg + |

## Éremtáblázatok

### Érmek a nyári olimpiai játékokon
| Olimpia           | Arany | Ezüst | Bronz | Összesen |
| 1984, Los Angeles | 0     | 0     | 0     | 0        |
| 1988, Szöul       | 0     | 0     | 0     | 0        |
| 1992, Barcelona   | 0     | 0     | 0     | 0        |
| 1996, Atlanta     | 0     | 1     | 0     | 1        |
| 2000, Sydney      | 0     | 0     | 0     | 0        |
| 2004, Athén       | 0     | 0     | 0     | 0        |
| 2008, Peking      | 0     | 0     | 0     | 0        |
| 2012, London      | 0     | 0     | 0     | 0        |
| Összesen          | 0     | 1     | 0     | 1        |

## Érmek sportáganként

### Érmek a nyári olimpiai játékokon sportáganként
| Tonga érmei a nyári olimpiai játékokon sportáganként | Tonga érmei a nyári olimpiai játékokon sportáganként | Tonga érmei a nyári olimpiai játékokon sportáganként | Tonga érmei a nyári olimpiai játékokon sportáganként | Az olimpiai zászlaja |

| Sportág   | Arany | Ezüst | Bronz | Összesen |
| --------- | ----- | ----- | ----- | -------- |
| Ökölvívás | 0     | 1     | 0     | 1        |
| Összesen  | 0     | 1     | 0     | 1        |